# 常顯
常顯（1433年—？），字道明，山西遼州榆社縣人，明朝政治人物。進士出身。

## 生平
景泰七年（1456年）丙子科山西鄉試第九名。天順四年（1460年）庚辰科會試第三十九名，殿試登進士第三甲第二十二名。七年四月擢授南京户科給事中，专管黄册，成化初復除南京禮科，升池州府知府，十八年二月以卓异善政，賜诰敕。二十年二月升陕西右參政，专理粮储，二十三年二月升河南右布政使，弘治元年（1488年）二月升本司左布政使。

## 家族
曾祖常義。祖父常得才。父亲常恒。子常經，舉人，山東單父知縣。孫常在，弘治进士，保定知府。曾孫常應文，嘉靖进士，上海知縣。